# 李·博德曼
李·博德曼（Lee Boardman，1972年7月2日—）是英國的一位演員和旁白。他最著名的作品是在肥皂劇加冕街中飾演Jez Quigley角色。他出生在曼徹斯特。